# محافظة هويتشانغ
محافظة هويشانغ هي محافظة تقع في بيونغان الجنوبية، كوريا الشمالية.